# シリアル食品
シリアル食品（シリアルしょくひん）は、トウモロコシ、オーツ麦、小麦、大麦、米などの穀物を、押しつぶして薄い破片（フレーク）にする、パフ状にする（膨化させる）、混ぜ合わせてシート状にしてから砕くなどの加熱調理で食べやすく加工し、長期保存に適した形状にした簡便食である。
「シリアル」は穀物または穀物の加工食品の意。主に牛乳やヨーグルトなど乳製品をかけて食べることが多い。
日本では朝食シリアルとも呼ばれる。調理せずにすぐ食べられるコールドシリアル（別称：RTE※シリアル ※Ready to Eat）と、加熱調理する必要のあるホットシリアル（伝統的なオートミール、ポリッジ）に大別される。
発祥国のアメリカ合衆国ではシリアル食品の製品群が豊富であり、商品棚の1面が多種多様なシリアル食品で埋め尽くされている風景を見ることができる。考案から100年以上の時を経て他国でも有用性が認められたことで、シリアル食品の市場は世界中に広がっている。

## 歴史
19世紀末期から20世紀初頭のアメリカ合衆国で、それまでの典型的な豚肉と白パンのような朝食は不健康であり、科学に基づいた質素で健康的な朝食を勧める健康改革運動が起こった。この運動は科学者の権威を利用した食品業界のキャンペーンだったが、ピューリタン的道徳心と結びついて菜食主義の熱狂的な流行へと発展した。そして、流行が去った後もシリアル食品はアメリカの朝食として定着した。科学的に健康な食品であったはずのシリアル食品だが、子供向けシリアル食品はカロリー過多のジャンクフードとして批判にさらされている。しかし、ハーバード大学では、全粒粉から作られたシリアル食品は、皮膚や髪の維持に必要なビタミンA、B、Dが豊富で、現在でも健康食品であることを強調している。他のシリアル食品はほとんどすべて、ジャンクフードのジャンルに入るようになった。これは、精製された小麦粉から作られるようになったからである。
シリアル食品の起源ともいわれるグラノーラは、全粒穀物を粉にしたグラハム粉をぶどうの種ほどの大きさに粒状に加工した穀物食品「グラニューラ」を起源とする。グラニューラは、ニューヨークの医師であったジェームス・ケイレブ・ジャクソンが1863年に発明した。グラニューラはジャクソンの診療所の治療プログラムのために開発されたため一般に知られる事はなかったが、後のシリアル産業の発展に大きな影響を与えた。
また、ほぼ同時期に穀物を主とした自然健康食品として、スイス人医師マクシミリアン・ビルヒャー＝ベンナーがミューズリーを発明した。
1887年に菜食や運動で健康回復を指導するバトルクリーク・サナトリウムの所長であったジョン・ハーヴェイ・ケロッグはオート麦、小麦、トウモロコシ粉を粒状に固めたシリアルを作り「グラニューラ」として売りだしたが、ジャクソンから商標権の侵害で訴えられたため、「グラノーラ」に改名した。グラノーラは好評だったが、医師であるジョンは商売をするつもりはなかったので弟のウィリアム・ケロッグに経営を任せた。二人がさらに研究開発を勧めた結果、1894年に今日の姿に近い小麦フレークを完成させ、1898年にはコーンフレークを作り出した。ウィリアムは無味乾燥だったコーンフレークを美味しくするために砂糖を加え、大々的な宣伝を行い爆発的な成功を収めた。ウィリアムは1906年にコーンフレーク生産の権利をサナトリウムから買い取り、今のケロッグ社の前身であるバトル・クリーク・トーステッド・コーンフレーク社として独立した。ケロッグの成功を見て、後追いのシリアル業者が40社以上設立された。その多くが「サナトリウムの町」のイメージを製品に取り込むため、バトルクリークに集まった。現在ではバトルクリークは「シリアル・シティ」と呼ばれ、ウィリアム・ケロッグは「そのまま食べられるシリアルの父」と呼ばれている。

## 日本における動向
シリアル食品産業の発展により、様々な形態の食品が登場した。シリアルを固めてそのまま齧れるようにした「シリアルバー」。その他クッキーやビスケットにシリアルを練りこんだものや、シリアルをチョコレートコーティングした菓子類、一口大に固めて食べやすくした「ビッツ」または「バイト」と呼ばれる形状など。カップタイプの個食や、スープに合う塩味のシリアル食品など、多数存在する。
ホテルの朝食バイキングでは、ご飯、パンとともに提供されることがある。この場合には、ミルクまたはヨーグルトが提供されていることがある。